# Google and the World Brain
Google and the World Brain é um filme documentário sobre o Projeto Biblioteca do Google Livros, dirigido por Ben Lewis. O foco principal na trama está ligada na controvérsia de direitos autorais causada pelo projeto que resultou no Google Book Search Settlement Agreement. O filme recebeu vários prêmios em festivais.